# Xerotus fuliginosus
Xerotus fuliginosus är en svampart som beskrevs av Berk. & M.A. Curtis 1860. Xerotus fuliginosus ingår i släktet Xerotus och familjen Polyporaceae.   Inga underarter finns listade i Catalogue of Life.